# Puchowe kołysanki 2
Puchowe kołysanki 2 – drugi album Justyny Steczkowskiej z kołysankami nawiązujący do albumu Puchowe kołysanki z 2008 roku. Album zawiera bajkę czytaną przez wokalistkę.

## Lista utworów
1. "Pieśń EOS"
2. "Otulam Cię"
3. "Zagubiony Skrzat"
4. "Sny domowe sny"
5. "Maleńka"
6. "W Bajkogrodzie"
7. "Synku już przytulam Cię"
8. "Rudolf jedyny i wyjątkowy / część I (bajka)"
9. "Rudolf jedyny i wyjątkowy / część II (bajka)"
10. "Rudolf jedyny i wyjątkowy / część III (bajka)"